# 塞爾比茨河
50°24′07″N 11°42′07″E / 50.402011°N 11.701953°E

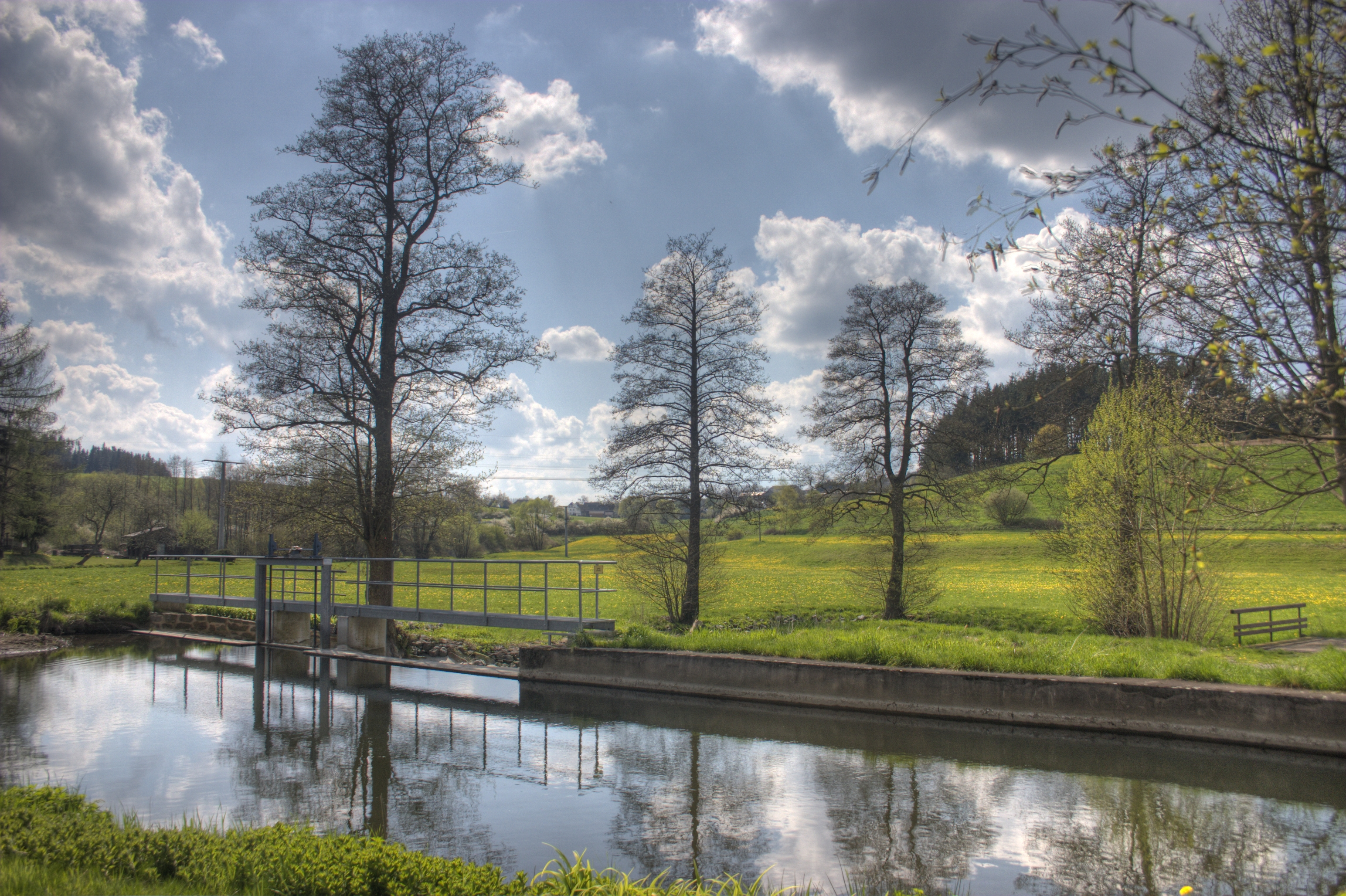
塞爾比茨河

塞爾比茨河（德語：Selbitz），是德國的河流，位於該國東南部，由巴伐利亞負責管轄，屬於薩勒河的左支流，河道全長36.8公里，流域面積245.6平方公里，發源自黑爾姆布雷希茨西北面，河口處在布蘭肯斯泰因。